# Stichorkis reflexa
Stichorkis reflexa là một loài thực vật có hoa trong họ Lan. Loài này được (R.Br.) Marg., Szlach. & Kulak mô tả khoa học đầu tiên năm 2008.